# 코브라 (1986년 영화)
《코브라》(영어: Cobra)는 미국에서 제작된 조지 P. 코스마토스 감독의 1986년 액션 드라마 영화이다. 실베스터 스탤론이 각본을 쓰고 주연을 맡았고, 메나헴 골란 등이 제작에 참여하였다.

## 줄거리
로스앤젤레스의 한 슈퍼마켓에서 총기 난사 사태가 인질극으로 전개되자 경찰 특수 부대인 '좀비 스쿼드'의 매리언 커브레티 경위가 투입된다. '코브라'라는 별명으로 불리는 그는 범인이 사회진화론 사상을 설파하며 '새로운 세상'을 언급하는 것을 듣고 사살한다. 이후 코브라는 경찰 절차를 무시했다는 이유로 몬티 형사에게서 질책을 받는다. 코브라는 취재진에게 잠재적 피해자의 안전을 우선시하지 않는다고 비난한다.
한편 슈퍼마켓 사건은 '새로운 세상'이라는 사회진화론 숭배 집단의 소행이며, 이들은 약자를 제거하고 강자만이 살아남아야 한다고 믿는다. 모델이자 사업가인 잉그리드 크누즌은 그들의 살인 행각을 목격한 후 집단의 표적이 되고, 코브라와 파트너 곤잘러스 경사는 그녀를 보호하게 된다.
크누즌과 코브라를 암살하려는 시도가 계속되자 코브라는 배후에 조직이 있다고 확신하지만, 상부는 그의 이론을 무시한다. 코브라와 곤잘러스는 크누즌을 데리고 작은 마을인 산레모스로 피신하고, 그곳에서 코브라와 크누즌은 사랑에 빠진다. 경찰관인 낸시 스토크가 경호팀에 침투하고, 코브라는 그녀를 신뢰하지 않지만 방치한다. 그들은 모텔에서 밤을 보내게 된다.
새벽에 '새로운 세상' 집단이 모터사이클을 타고 산레모스에 도착하여 마을을 포위한다. 코브라는 많은 단원들을 사살하지만 곤잘러스는 부상을 입는다. 코브라와 크누즌은 트럭을 타고 도망치지만 집단이 설치한 장애물에 의해 추락한다. 그들은 제철소로 피신하고 이곳에서 코브라가 남은 집단원을 모두 제압하며, 스토크는 집단 지도자인 '나이트 슬래셔'의 오발탄에 맞아 죽는다.
코브라는 나이트 슬래셔와 격투를 벌인 끝에 그를 용광로로 떨어뜨려 처치한다. 캘리포니아 고속도로 순찰대가 산레모스를 확보하고 곤잘러스를 구출한다. 상부는 코브라를 칭찬하지만, 몬티 형사는 코브라의 과잉 대응을 또다시 비난한다. 이에 코브라는 몬티를 때려눕히고, '새로운 세상'이 남긴 모터사이클을 타고 크누즌과 함께 떠난다.

## 출연
- 실베스터 스탤론 - 매리언 "코브라" 커브레티 경위 역
- 브리기테 닐센 - 잉그리드 크누즌 역
- 레니 샌토니 - 토니 곤잘러스 경사 역
- 앤드루 로빈슨 - 몬티 형사 역
- 브라이언 톰프슨 - "나이트 슬래셔" 역
- 존 허츠펠드 - 초 역
- 리 갈링턴 - 낸시 스토크 순경
- 아트 러플루어 - 시어스 경감 역
- 마코 로드리게스 - 슈퍼마켓 살인자 역
- 로스 세인트필립 - 보안 요원 역
- 밸 에이버리 - 핼리웰 서장 역
- 데이비드 래시 - 댄 역

## 기타 제작진
- 배역: 조이 토드
- 미술: 에이드리언 H. 고턴, 빌 케니

## 우리말 녹음
MBC 성우진 (1993년 1월 10일)
- 양지운 - 매리언 '코브라' 커브레티(실베스터 스탤론)
- 강희선 - 잉그리드 크누즌(브리기테 닐센)
- 이종혁 - 토니 곤잘러스(레니 샌토니)
- 이인성 - 몬티(앤드루 로빈슨)
- 이영달 - 시어스(아트 러플루어)
- 한상혁 - 나이트 슬래셔(브라이언 톰프슨)
- 이명숙 - 차 안의 여성(루이즈 케어 클라크)
- 홍승옥 - 낸시 스토크(리 갈링턴)
- 김명수 - 댄(데이비드 래시)
- 이성 - 핼리웰(밸 에이버리)
- 이종오 - 경찰국장(버트 윌리엄스)
- 최상기 - 형사(프레드 러키)
- 최성우 - 의사(캐런 컨데이지언)
- 김정신 - 간호사(데버라 돌턴)
- 김동현 - 총살범(마코 로드리게스) / 청소부(그레고리 크루즈)
- 이승환 - 경찰(조 보니) / 경비원(로스 세인트필립)